# Dedizione di Nizza alla Savoia
La dedizione di Nizza alla Savoia è una Charta del 28 settembre 1388 che sigilla l'unificazione di Nizza e del suo territorio circostante allo Stato sabaudo, con la creazione delle «terre nuove di Provenza» di Casa Savoia che, nel 1526, diventeranno la Contea di Nizza. L'originale di tale "Charta" è stato perduto ed il titolo proviene da una copia del XVI secolo intitolato Dedizione della città e vicaria di Nizza ad Amedeo VII conte di Savoia.
Il termine "dedizione" è una parola giuridica che caratterizza la sottomissione volontaria d'un popolo o d'un comune ad un sovrano, ed una dedizione si realizza con lo "stabilimento" d'un contratto che regola i diritti e le obbligazioni di ciascuno.
I 34 articoli del testo della dedizione del 1388 fanno risaltare che la prima preoccupazione dei Nizzardi è ottenere protezione contro la Casa d'Angiò ed i suoi alleati locali, i conti di Ventimiglia e di Tenda. Si tratta d'una protezione militare e giuridica. C'è, poi, l'augurio di preservare i privilegi della città ed il desiderio d'ottenere da Casa Savoia nuovi vantaggi con l'installazione della capitale della Provenza a Nizza o la concessione di facilitazioni portuali che erano state già promesse dagli Angiò-Durazzo.

Ritratto di Amedeo VII di Savoia.

## Le cause della Dedizione
Il 22 maggio 1382, la regina Giovanna I di Napoli della famiglia d'Angiò, altresì contessa di Provenza e di Forcalquier, periva assassinata. Benché maritata quattro volte, non aveva alcun successore diretto; nel 1372, ella aveva designato per erede suo cugino Carlo, duca di Durazzo (al giorno d'oggi Durrës in Albania), per poi, nel 1380, ritornare sulla sua scelta e adottare il duca d'Angiò, Luigi I, uno dei fratelli del re di Francia Carlo V. Alla morte della regina Giovanna, ciascuno si dichiarò suo erede, e le truppe dei pretendenti s'affrontarono in un conflitto lungo e doloroso nelle cosiddette "guerre dell'Unione d'Aix" (Aix-en-Provence | 1382-1387). Dopo la morte dei due protagonisti, il conflitto fu proseguito dalle loro spose in qualità di reggenti dei loro figli minori.
La Provenza era essa stessa lacerata fra le due parti, essendosi schierata Marsiglia per gli Angiò ed Aix-en-Provence per i Durazzo. La maggioranza dei comuni, tra cui Nizza, era ugualmente favorevole agli Angiò di Durazzo. A tale difficile situazione politica venne ad aggiungersi il Grande Scisma della Chiesa cattolica: gli Angioini si schierarono con il papa d'Avignone, l'Antipapa Clemente VII, mentre i Durazzo rimasero al fianco del papa legittimo di Roma, Urbano VI.
Nel 1387, però, Aix-en-Provence si rialleò con Casa d'Angiò, lasciando i partigiani dei Durazzo in minoranza. In modo inatteso, la Provenza ad est del Varo, la cosiddetta Contea di Nizza, si ritrovò da sola di fronte ai sostenitori degli Angiò, ora assai numerosi grazie ai vantaggi sostanziali che essi distribuivano generosamente a chi li sosteneva.
Ladislao dei Durazzo, giovane re di Napoli, cacciato dalla capitale partenopea da una rivolta, si rivelò incapace d'aiutare ciò che restava dei suoi fedelissimi; parecchi signori delle montagne nizzarde avevano d'altronde reso omaggio a Luigi II d'Angiò, re titolare di Napoli.
All'inizio dell'anno 1388, Georges de Marle, siniscalco di Luigi II d'Angiò, concentrò truppe attorno a Nizza per invadere la città. Vedendo ciò, gli edili inviarono una delegazione presso Ladislao I di Napoli dei Durazzo per domandare aiuto. Fu loro risposto che il re di Napoli non poteva aiutarli e che, di conseguenza, egli permetteva ai nizzardi di donarsi al signore che sarebbe a loro più piaciuto e che avrebbe potuto assicurare la loro protezione, a condizione ch'egli non fosse un avversario dei Durazzo. Al ritorno della delegazione e in seguito a deliberazione, fu scelto il Conte di Savoia Amedeo VII, detto il «conte rosso», il quale aveva, tra l'altro, operato segretamente affinché fosse "eletto". Fin dal ricevimento dell'ambasciata nizzarda, costui si mise immediatamente in marcia per Nizza, inseguendo la fortuna insperata di annettere ai suoi territori di montagna uno sbocco sul mar Mediterraneo.
Amedeo VII di Savoia arrivò all'Abbazia di Saint-Pons, alle porte di Nizza il 27 settembre 1388, ed il Consiglio dei Quaranta dette mandato ai quattro Sindaci d'andare a domandare la protezione di Casa Savoia. L'indomani, il 28 settembre 1388, fu redatto davanti al notaio il patto di «dedizione», nei termini del quale il conte di Savoia s'impegnava a governare e proteggere Nizza e la sua "vicarìa". L'atto manteneva per il re Ladislao I di Napoli, della famiglia D'Angiò e conte di Provenza, la possibilità di recuperare il suo dominio nei tre anni a venire, a condizione di aver prima rimborsato al conte di Savoia tutti i costi da lui esposti per rispettare i termini dell'accordo. In difetto, la cessione sarebbe divenuta definitiva e gli abitanti sarebbero stati tenuti a prestare giuramento d'omaggio e fedeltà.
Tre anni più tardi, essendo re Ladislao incapace di rimborsare le spese d'Amedeo VII, la Contea di Nizza diveniva definitivamente, e fino al 1860, proprietà dei Savoia, prendendo prima il nome di «Terre nuove di Provenza», e poi definitivamente di «Contea di Nizza», avendo la parola «contea» un senso amministrativo e non feudale, poiché non ci fu mai un vero e proprio conte di Nizza, fuorché Luigi XIV, che lo divenne nel corso dei brevi periodi durante i quali egli occupò la città (1691-1696, 1703-1706). Le quattro "vicarìe" che costituiranno poi il futuro Contado di Nizza erano quelle di Nizza, Poggetto Tenieri, Sospello e Valle Lantosca, nonché Barcellonetta, essendosi quest'ultima posta fin dal 1385 sotto la protezione dei Conti di Savoia.

## Il testo dei trentaquattro Articoli della Dedizione
Il testo originale è stato tradotto in francese da Eugenio Cais di Pierlas. 
1. Il Conte di Savoia promette di governare e di proteggere Nizza e la sua Vicarìa a sue proprie spese contro chiunque volesse impadronirsene e soprattutto contro la contessa d'Angiò ed i signori di Tenda e di Briga.
2. A richiesta dei Sindaci di Nizza s'impegna a fare il suo possibile per riprendere alla Casa d'Angiò le altre città e terre delle Contee di Provenza e di Forcalquier e per ridurle sotto la bandiera dell'Imperatore e la sua.
3. Se re Ladislao nello spazio di tre anni potrà rimborsare al Conte le spese ch'egli avrà fatte per l'occupazione e la guardia delle dette terre e che saranno valutate sulla semplice asserzione del Principe, costui dovrà rimettergli le terre ch'egli ha occupate.
4. Il Conte promette che durante tali tre anni d'occupazione, o appresso, egli non cederà né venderà la Città e la Vicarìa di Nizza sia alla duchessa d'Angiò sia al re di Francia o ad ogni altro signore, fuorché tuttavia a re Ladislao.
5. La Città di Nizza giura d'obbedire durante questi tre anni al Conte ed ai suoi ufficiali, come essa lo faceva ai conti di Provenza, e di lasciargli il godimento delle rendite della Città e della Vicaria, di cui godevano gli antichi sovrani, e malgrado ciò la città non sarà tenuta a prestargli l'omaggio, ma il Principe sarà libero di ricevere quello dei cittadini che volessero farlo.
6. Il Conte s'obbliga per lui ed i suoi eredi ad annullare ogni vendita o donazione ch'egli potesse fare di feudi od altri beni demaniali, tanto nella Città che nella Vicaria.
7. Il Conte accorderà libero passaggio ad ogni persona e soprattutto ai Nizzardi che per mare o per terra desiderassero portare soccorsi d'uomini, d'armi o di viveri a re Ladislao.
8. Il Conte vieterà il passaggio a tutte le persone che volessero combattere re Ladislao od impadronirsi dei nostri dominii.
9. Il Conte promette che se nello spazio di tre anni re Ladislao sarà in grado di rimborsare tutti i costi dell'occupazione e della guardia di tutte le città e terre dipendenti da costui, che si sono messe o si metteranno sotto la sua protezione, ed il detto conte rifiutasse il rimborso e la restituzione dei dominii, in tal caso gli abitanti, di loro proprio moto e senz'essere colpevoli di ribellione, potranno sottrarsi alla dominazione dei Conti di Savoia, e ritornare a quella di Ladislao.
10. Il Conte non potrà, nei giudizi penali e civili, trasportare qualsiasi persona da un luogo ad un altro, o da una giurisdizione ad un'altra, a meno che i diritti del Conte non fossero direttamente violati.
11. La Città di Nizza e la sua Vicarìa potranno conservare le gabelle e le imposte stabilite per le necessità della guerra e che le appartengono, od abolirle, ma le imposte dovute alla Corte saranno pagate al Conte.
12. Nel caso in cui il Conte riuscisse ad impadronirsi di tutta la Contea di Provenza e di Forcalquier, egli stabilirà nella città di Nizza la residenza del Siniscalco e degli altri grandi ufficiali, così come ciò si praticava per la città d'Aix (Aix-en-Provence) sotto la regina Giovanna, pur tuttavia tale privilegio non dipenderà che dal buon piacere del conte.
13. Il Conte promette d'accordare lettere di riguardo e di rappresaglie contro ogni persona straniera che rifiutasse di rendere giustizia ad un abitante di Nizza, secondo l'usanza d'Italia.
14. Il Conte conserverà a Nizza la gabella del sale e consegnerà il sale agli abitanti al prezzo abituale di due soldi e mezzo per sestiere, ed in tempo di guerra il prezzo di esso sarà fissato dal Conte e dai Sindaci di Nizza.
15. Il Conte promette di non accordare né pace né tregua alla duchessa d'Angiò senza l'avviso dei Nizzardi e ciò durante tutto il tempo in cui ella mirerà alla conquista delle contee di Provenza e di Forcalquier.
16. Durante il periodo di tempo suindicato il Conte non potrà impedire ad alcun Nizzardo di portare aiuto o soccorso a re Ladislao, eccetto però il caso dove ciò fosse di pregiudizio al Conte od alla Città.
17. Giammai in avvenire, il Conte non obbligherà direttamente o indirettamente i Nizzardi a marciare contro re Ladislao, eccetto nel caso in cui costui facesse la guerra contro il Conte di Savoia o contro una città dipendente da lui.
18. Se i Nizzardi si dichiareranno in favore d'uno dei papi, il Conte farà in modo di ottenere da lui la levata di ogni scomunica che avesse per oggetto l'usurpazione di beni o di redditi religiosi o la distruzione di castelli, famiglie od altri edifici religiosi.
19. Il Conte s'impegna a cacciare dai loro dominii, per via di conquista o di scambio, i conti di Ventimiglia ed i signori di Tenda e di Briga, al fine d'assicurare la libertà di comunicazione tra Nizza ed il Piemonte.
20. Il Conte accorda franchigia ed immunità da ogni diritto di riva e di quarantena agli stranieri che apporteranno a Nizza derrate di vettovagliamento, e ciò pertanto secondo il buon piacere del Conte.
21. Il Conte promette che se acquisirà altre terre nelle contee di Provenza e di Forcalquier, al Giudice di Nizza saranno devolute le prime cause d'appello sia civili che penali, per le terre al di qua del fiume Siagna, così come per quelle delle valli di Barcellonnetta, di Santo Stefano, della vicarìa di Poggetto Tenieri e del baliato di Sigala, cosicché tale giurisdizione sarà esclusivamente di competenza del giudice di Nizza per privilegio perpetuo, anche nel caso in cui la Corte suprema non si stabilisse a Nizza, o ciò paresse preferibile per il vantaggio generale del Paese.
22. Il Conte farà restituire beni, feudi e castelli situati nel distretto di Nizza alle persone delle città alle quali li si fosse confiscati, a causa delle guerre che hanno avuto luogo tra re Ladislao ed il duca d'Angiò.
23. Nel caso in cui il detto Conte non pervenisse a conquistare il resto della Provenza, egli non permetterà che gli abitanti della Vicarìa di Nizza che sono stati ribelli a re Ladislao, hanno marciato contro la Città ed agito a suo detrimento, possano ritornarvi e conservare i loro beni, salvo beninteso i diritti dei loro creditori.
24. Allorché la Città di Nizza si sarà pronunciata in favore d'uno dei papi, il Conte cercherà d'ottenere da lui ch'egli affranchi le case situate nella città e che rilevino d'essere dell'Abbazia di San Ponzo, donando a questa, a titolo di compensazione, uno o più castelli che appartengono ai signori ribelli a Ladislao e che per tale mezzo perverranno in potere del Conte.
25. Si stabilirà nella detta Città una “casana“, così come ve ne sono in uso in parecchie regioni d'Italia.
26. Non appena capita che i negozianti sbarchino quantità di merci imballate che destinano ad essere in seguito spedite nelle regioni d'oriente, d'occidente o del nord, i soli cittadini di Nizza avranno il diritto di ricevere tali merci, perché il profitto loro su di esse sia esclusivamente devoluto.
27. Su richiesta dei Sindaci, il Conte di Savoia ordina che si annulleranno tutte le inchieste ed i processi penali di cui è già in possesso la Corte di Nizza, o che potessero cominciarvisi a causa degli ultimi avvenimenti, per cui in segno di nullità si bruceranno i registri ed i cartolari di tali processi, salvo pertanto i diritti che potessero avere le persone lese ed i bandi ai quali i colpevoli fossero tenuti.
28. Se il Conte aggiungerà altre conquiste a quelle da lui appena fatte, farà in modo di ottenere che si restituisca ai beneficiari i diritti di cui essi fossero stati privati.
29. Sulla domanda presentata dal Conte di Savoia che si abbia a consegnargli la fortezza di Nizza e gli altri castelli della Vicaria, in forza del protettorato che gli è stato conferito, è stato convenuto che Giovanni Grimaldi, signore della baronia di Boglio, ed i Sindaci decideranno se sia il caso o no di fare tale consegna.
30. I sindaci di Nizza, in nome dei loro mandatari, promettono con giuramento che durante i tre anni seguenti, essi obbediranno al Conte e che costui eserciterà su di loro il mero e misto impero, l'alta e bassa giurisdizione e godrà di tutti gli onori e di tutti i redditi, il tutto come sotto il regime degli antichi conti di Provenza. Le pubblicazioni si faranno nel nome del detto Conte e vicario imperiale.
31. Allo spirare dei tre anni, se re Ladislao non potrà rimborsare il Conte, Nizza e la sua Vicarìa faranno atto d'omaggio e di fedeltà al detto conte.
32. Il Conte allora sarà tenuto a confermare alla Città e Vicarìa di Nizza, tutti i privilegi che ad esse sono stati un tempo concessi dalla Regina Giovanna e dai re Carlo e Ladislao.
33. Nel caso pertanto in cui re Ladislao durante i tre anni di cui sopra, pervenisse ad un grado tale di potenza ch'egli potesse rimborsare tutti i costi in questione, e che il Conte dopo aver restituito i territori occupati, si trovasse impegnato in una guerra con la duchessa d'Angiò od i suoi discendenti, in questo caso la Vicaria di Nizza sarebbe tenuta a dargli, a titolo di sussidio e durante la guerra, i redditi di ogni sorta che la corte reale aveva un tempo il diritto di percepire.
34. Nel caso in cui re Ladislao vendesse o cedesse al Conte i suoi diritti sulla vicarìa, questa subito gli presterà un omaggio formale.